# Shaike Ophir
Shaike Ophir (Gerusalemme, 4 novembre 1929 – Tel Aviv, 17 agosto 1987) è stato un attore e mimo israeliano.

## Biografia
Fu considerato uno dei più importanti animatori in Israele dal 1950 fino al 1980. Nato in una famiglia che fa risalire le sue radici a Gerusalemme alla metà del XIX secolo, Ophir lasciò la scuola nel 1940 per aderire al Palmach. Durante la Guerra arabo-israeliana del 1948 scortò i convogli navali per Gerusalemme, e partecipò alle battaglie. 
Ophir scrisse e diresse oltre 28 film. Diresse il film Hamesh Ma'ot elef Shahor, e scrisse la sceneggiatura per 4 film israeliani. Il film di maggior rilievo fu Allan Quatermain e le miniere di re Salomone nel 1985. 
Ophir si sposò 2 volte e ha avuto 4 figli, due per ciascun coniuge. Morì per un cancro ai polmoni.

## Filmografia parziale

### Cinema
- Basso, moro, scalcagnato e... con i piedi piatti (Ha-shoter azulai), regia di Ephraim Kishon (1970)
- Allan Quatermain e le miniere di re Salomone (King Solomon's Mines), regia di J. Lee Thompson (1985)

### Televisione
- Climax! – serie TV, episodio 4x31 (1958)
- Le grandi fiabe (Shirley Temple's Storybook) – serie TV, episodio 1x02 (1958)